# Retaule d'Enviny
El Retaule d'Enviny és un retaule gòtic obra de Pere Espallargues creat el 1490 que presidia l'església de la Mare de Déu de la Candelera d'Enviny. Es tracta d'un retaule amb tres carrers, centrats per una talla de la Verge amb el Nen, anterior a l'execució del retaule.
Es tracta un cas que il·lustra sobre l'èxode i dispersió del patrimoni artístic pirinenc abans de la guerra civil: el retaule va ser venut el 1909. Es té coneixement que l'adquirí l'escultor i antiquari barceloní Joan Cuyàs, que va adquirir altres obres d'art en territori lleidatà. El 1913 el cos superior del retaule ja formava part de la col·lecció de la Hispanic Society of America, mentre que la part baixa del retaule, per les mateixes dates, degué ingressar a la col·lecció Johnson de Filadèlfia, la qual amb el pas del temps es va incorporar al Philadelphia Museum of Art. També se'n conserven dues taules al Museu de Belles Arts de Budapest. Després de molts anys de negociació amb aquestes dues institucions es va aconseguir fer una reproducció, inaugurada el 29 d'agost de 2009.